# تايرون يونغ
تايرون يونغ (بالإنجليزية: Tyrone Young)‏ هو لاعب كرة قدم أمريكية أمريكي، ولد في 29 أبريل 1960 في أوكالا في الولايات المتحدة، وتوفي في 15 أكتوبر 2015 في سان دييغو في الولايات المتحدة بسبب ورم نخاعي متعدد.

## وصلات خارجية
- تايرون يونغ على موقع مرجع كرة القدم المحترفة.كوم (الإنجليزية)